# Intrusion Prevention System
Als Intrusion-Prevention-Systeme (kurz: IPS) werden Intrusion-Detection-Systeme (kurz: IDS) bezeichnet, die über die reine Generierung von Ereignissen (Events) hinaus Funktionen bereitstellen, die einen entdeckten Angriff abwehren können.

## Funktion
Intrusion-Detection- und Intrusion-Prevention-Systeme sind Werkzeuge, die den Datenverkehr zu/von IT-Systemen oder Netzen aktiv überwachen. Das Ziel ist es, Ereignisse herauszufiltern, die auf Angriffe, Missbrauchsversuche oder Sicherheitsverletzungen hindeuten. Ereignisse sollen dabei zeitnah erkannt und gemeldet werden. Die Verfahren basieren auf Mustererkennung, um ein Abweichen von einem Normalzustand zu signalisieren. Mit heuristischen Methoden sollen auch bisher unbekannte Angriffe erkannt werden. Während IDS Angriffe nur erkennen, sollen IPS diese auch abwehren bzw. verhindern. Allerdings wurde der Begriff ursprünglich durch das Marketing geprägt, was dazu führte, dass teilweise kontroverse Vorstellungen darüber existieren, inwiefern von einem Intrusion-Prevention-System gesprochen werden kann. Die durch die Untersuchung der Daten durch ein IPS hervorgerufene Latenzzeit liegt üblicherweise bei unter 100 Mikrosekunden. Eine weitere Funktion von einigen OSI-Layer-2-basierten IPS ist die Weiterleitungsmöglichkeit von IP-Rahmen selbst bei Stromausfall des Systems (Zero Power High Availability).
Folgende Charakteristika werden häufig als Attribute eines Network-based IPS hervorgehoben:
- das IPS wird inline (im Übertragungsweg) eingesetzt und kann im Alarmfall den Datenstrom unterbrechen oder verändern
- das IPS verfügt über Module, die aktiv die Regeln von Firewallsystemen beeinflussen – somit kann indirekt der Datenstrom unterbrochen oder verändert werden

Man unterscheidet nach ihrer Funktionsweise verschiedene Arten von IPS:
- Das HIPS (Host-based IPS) wird auf dem Computer ausgeführt, in den ein Eindringen verhindert werden soll.
- Das NIPS (Network-based IPS) hingegen überwacht den Netzwerkverkehr, um angeschlossene Computer vor Eindringlingen zu schützen.
  - Das CBIPS (Content-based IPS) untersucht hierbei den Inhalt der übertragenen Daten auf potentiell gefährliche Komponenten.
  - Das PAIPS (Protocol-analysis IPS) analysiert die Übertragungen auf Protokollebene und sucht dabei nach eventuellen Angriffsmustern.
  - Das RBIPS (Rate-based IPS) überwacht Art und Menge des Datenverkehrs, um netzwerktechnische Gegenmaßnahmen einleiten zu können.
  - das NIPS kann als Mitglied eines Netzwerkes gefährliche Verbindungen durch TCP Resets trennen

Beispiele für Open-Source-Implementierungen von IPS sind Snort, Untangle NIPS oder auch Lokkit.